# Bactrocera neohumeralis
Bactrocera neohumeralis är en tvåvingeart som först beskrevs av Hardy 1951.  Bactrocera neohumeralis ingår i släktet Bactrocera och familjen borrflugor. Inga underarter finns listade.